# Ol'ga Nikolaevna Romanova (granduchessa 1895)
La granduchessa Ol'ga Nikolaevna Romanova, in russo Ольга Николаевна Романова? (Carskoe Selo, 15 novembre 1895 – Ekaterinburg, 17 luglio 1918), era la figlia maggiore dello zar Nicola II di Russia e di Aleksandra Fëdorovna Romanova.
Insieme alle tre sorelle minori formava il gruppo "OTMA" (dal nome delle iniziali dei loro nomi) ed era conosciuta per il suo carattere spontaneo ma allo stesso tempo sensibile.

## Biografia

### Nascita

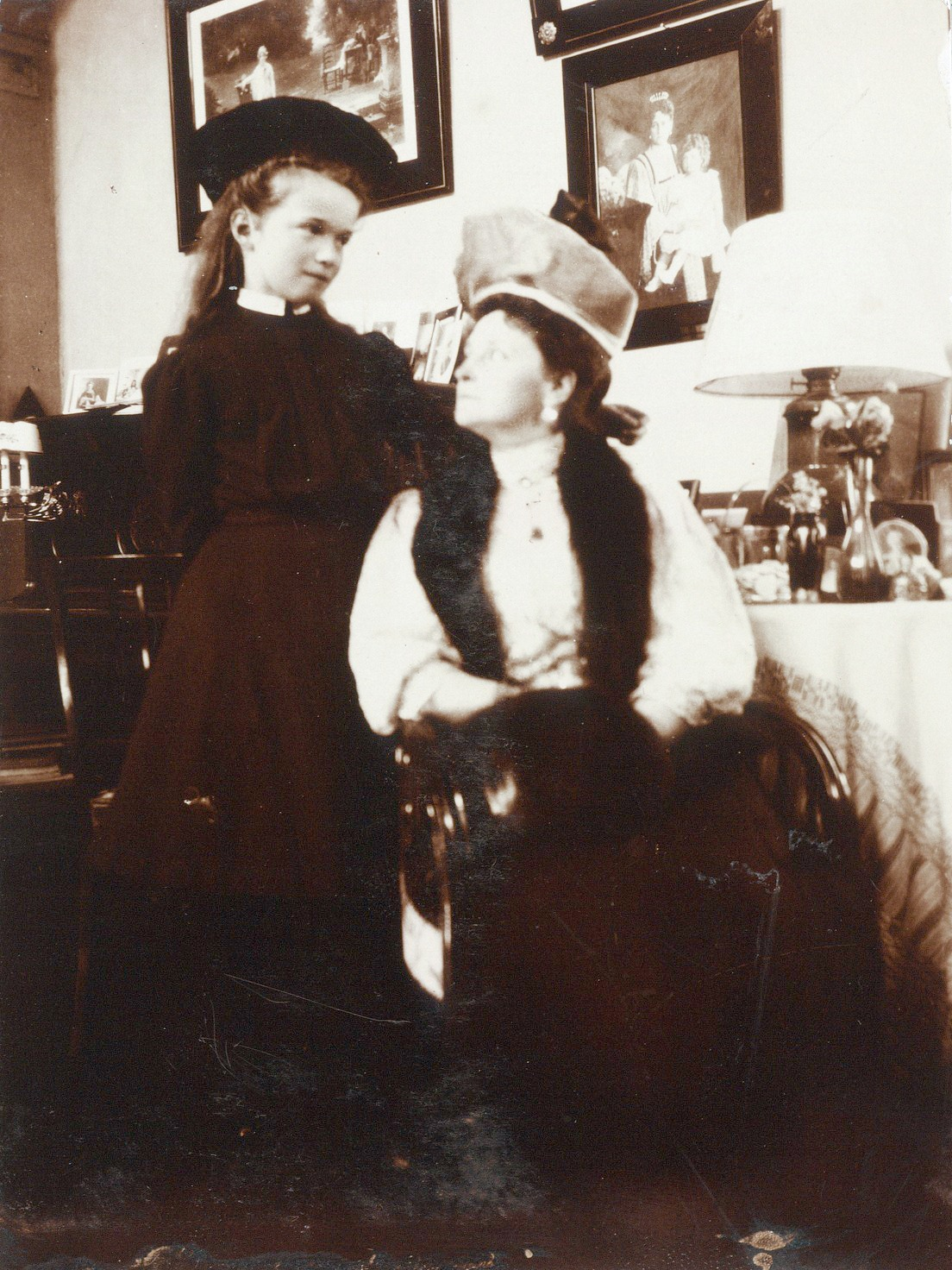
Una giovane Olga con la madre Aleksandra Fëdorovna Romanova

Quando nacque, il 15 novembre del 1895, la popolazione aspettava i 300 tocchi delle campane per l'erede e invece vi furono soltanto i 101 tocchi per la granduchessa. Nikolaj, il giorno della sua nascita (3 novembre), scrisse nel suo diario:
Essendo una discendente per linea materna della regina Vittoria del Regno Unito, Ol'ga Romanova aveva un aplogruppo mitocondriale H.

### Infanzia

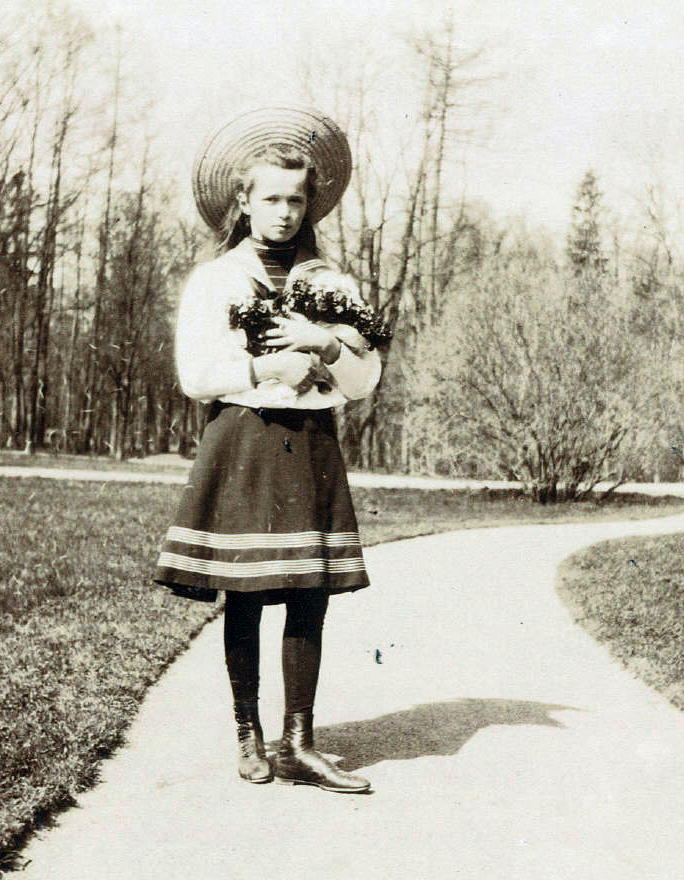
Olga fotografata durante una vacanza estiva

Era la sorella maggiore di Tat'jana, Marija, Anastasija e dello zarevic Aleksej. In famiglia era chiamata Oliška o Ol'ja. Era molto legata a Tat'jana: occupavano la stessa stanza, vestivano simili ed erano chiamate "la coppia grande" (mentre Marija e Anastasija erano "la coppia piccola"). Con Tatiana vestivano sempre allo stesso modo, vestiti di merletto bianco, con merletti colorati, per l'inverno cappotti lunghi e raffinati, per la primavera vestiti alla marinara e per l'estate, vestiti bianchi, fluenti o semplici camicie e gonne.
Sin da piccola era conosciuta per il suo cuore compassionevole, il desiderio di poter aiutare gli altri e la sua onestà, ma anche per il suo temperamento, la schiettezza e il malumore. Molto svelta nell'apprendimento, di forte volontà, onestà e franchezza e da piccola facilmente irascibile, divenendo poi da grande capace di trattenersi. I genitori erano orgogliosi della loro prima figlia: fu allattata e vestita da Alix e Nikolaj le faceva il bagnetto tutte le volte che poteva. Ol'ga aveva i capelli biondo scuro, gli occhi blu, era di altezza media, magra, aveva un viso largo e il naso all'insù dei Romanov; era molto aggraziata nei movimenti ed era gentile in pubblico.
Fu considerata meno bella delle sue sorelle Marija e Tat'jana, sebbene il suo aspetto migliorò quando crebbe, divenendo più affascinante. Amava i gatti e la sua preferita era Vaska. "Da bambina era semplice, a quindici anni divenne bella", scrisse Lili Dehn un'amica di Alix: "Lei era lievemente sull'altezza media, con una carnagione fresca, occhi blu e profondi, aveva una grande quantità di capelli chiari e delle mani e dei piedi belli". Ol'ga e le sorelle furono circondate da giovani uomini che dovevano proteggerle al palazzo e sullo yacht Štandart, dove si divertivano con loro per le annuali feste che si svolgevano ogni estate, però non avevano molte amicizie fuori dalla società.

### Adolescenza

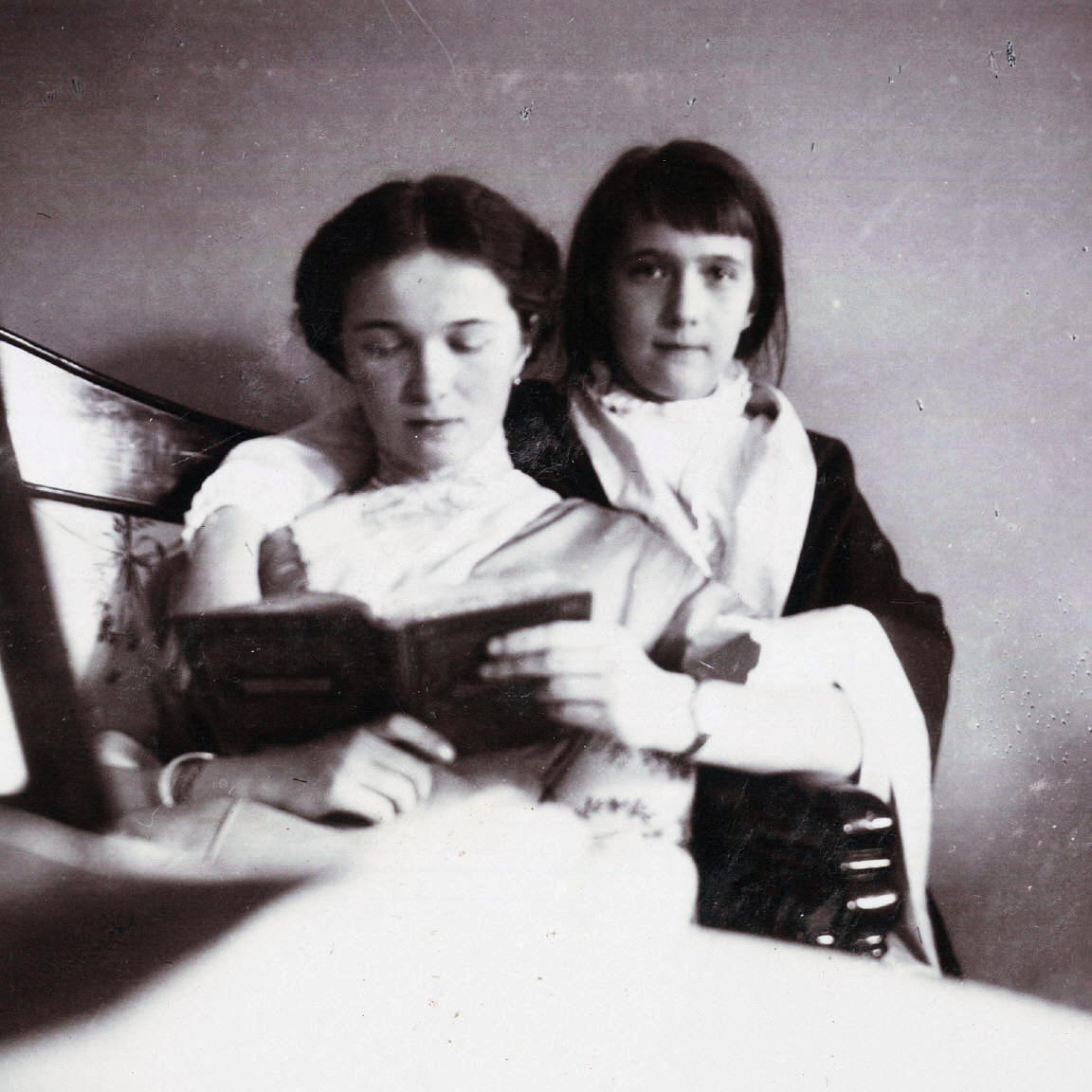
La Granduchessa Olga legge un libro a sua sorella Anastasia

I progetti per il matrimonio futuro di Ol'ga erano oggetto di grande attenzione per la Russia: furono prese in considerazione dai suoi genitori possibili unioni con il granduca Dmitrij Pavlovič Romanov, il principe Carol di Romania, il principe Edoardo, figlio più grande di Giorgio V e il principe Aleksandr di Serbia. Ol'ga però avrebbe preferito sposarsi con un russo e rimanere nel proprio Paese.
Nel 1911 Ol'ga e la sorella Tat'jana testimoniarono a Kiev per l'assassinio del primo ministro Pëtr Stolypin. Tre anni dopo, durante la prima guerra mondiale, prestarono servizio volontario, insieme alla madre, presso la Croce Rossa all'ospedale di Carskoe Selo; il contatto con le terribili ferite e lo stress delle operazioni le causarono un esaurimento nervoso, quindi il 19 ottobre 1915 le fu assegnato il lavoro di ufficio e le furono praticate iniezioni di arsenico, allora considerati trattamenti contro la depressione e i disturbi nervosi. Ol'ga divenne sempre più imbronciata e stressata per questo lavoro di infermiera e rispondeva sempre più spesso alla madre. Sua sorella Marija riportò in una lettera che Ol'ga ruppe tre vetri di una finestra per "capriccio" col suo ombrello il 5 settembre 1915; in un'altra occasione distrusse dei vestiti in un guardaroba quando lei era "irata", secondo le monografie di Valentina Chebotareva.

### Venuta di Rasputin
La madre Aleksandra aveva trovato come proprio confidente e padre spirituale uno starec siberiano, Grigorij Rasputin, al quale erano anche affidate le cure del giovane Aleksej, affetto da emofilia. Con il tempo, anche Ol'ga e le sorelle si affezionarono molto al contadino siberiano. Rasputin, oltre che dare speranze alla famiglia imperiale circa una possibile guarigione del giovane, sembrava andare incontro alle ispirazioni più intime dei genitori di Ol'ga. Infatti, essendo un semplice "figlio delle campagne", rappresentava ciò che Nicola e Aleksandra avevano sempre desiderato: un contatto diretto con l'autentico popolo russo, senza intermediazioni di etichetta e convenzioni sociali.
Con il passare del tempo Rasputin acquistò sempre maggiore influenza sulla mistica zarina, dando sovente sempre più consigli di carattere politico e morale. Le sue denunce contro le collusioni di ministri e alti funzionari con il traffico illegale d'armi durante la guerra e le speculazioni sui latifondi ai danni dei contadini spingevano la zarina a effettuare continui e repentini cambi al vertice di governo, proprio nel momento (durante la prima guerra mondiale) in cui lo zar era assente dalle politica interna e quindi si necessitava di un governo forte.
Nel dicembre del 1916 un complotto di giovani aristocratici (del quale faceva parte anche il Granduca Dmitrij Pavlovic) uccise Rasputin, martoriandone il corpo e gettandolo nella Neva; essi speravano di arginare il discredito della coppia imperiale presso il governo e il Paese, ma ormai la rivoluzione era alle porte. Ol'ga fu l'unica a capire cosa stava per accadere e leggendo la stampa fu scioccata dalla negativa immagine dei genitori. "Lei era di natura una pensatrice", ricorda il figlio del medico di famiglia, Gleb Botkin, "e capì la situazione generale meglio degli altri membri della sua famiglia".

### Prigionia
La famiglia reale fu arrestata durante la rivoluzione russa del 1917 e fu imprigionata in varie residenze, prima nella loro casa a Carskoe Selo, successivamente nelle regge private di Tobol'sk e infine a Ekaterinburg, in Siberia. In questo periodo avevano tutte il morbillo; ad Aleksej venne molto leggero, mentre ad Ol'ga si infiammò la membrana dell'intestino (peritonite), a Tat'jana si ruppe un timpano per il forte mal di testa e Marija dovette respirare con una bombola di ossigeno. Per il gran numero di farmaci perdettero i capelli a grosse ciocche, così Alix decise di farle rasare. "Cara, devi sapere quanto è terribile tutto quello che sta accadendo", scrisse Ol'ga a un'amica di Tobol'sk.
Ol'ga cercò di trovare conforto nella fede in Dio e nella devozione per la sua famiglia, per non smettere di sperare. Con la sua "amata madre" Aleksandra, con la quale rivelò di avere una relazione a volte difficile da sostenere, scrisse una poesia nell'aprile del 1918, durante il loro soggiorno obbligato a Carskoe Selo. Un altro svago dalle preoccupazioni fu anche L'Aiglon di Edmond Rostand, la storia del figlio di Napoleone Bonaparte che rimase sempre fedele al padre deposto fino alla fine dei suoi giorni e nel quale Ol'ga vedeva riflesso il suo stretto rapporto con il padre che adorava.
La famiglia fu separata nell'aprile 1918 quando i bolscevichi trasferirono i genitori e Marija a Ekaterinburg, mentre Aleksej, Ol'ga, Tat'jana e Anastasia rimasero indietro a causa di una forte emorragia sofferta dal ragazzo in seguito a una caduta dalle scale mentre giocava su una slitta. L'imperatrice scelse di essere accompagnata da Marija perché Ol'ga stava vivendo un brutto momento di depressione e Tat'jana doveva occuparsi di Aleksej. Nicola diede a Ol'ga una piccola rivoltella che lei celò in uno stivale a Carskoe Selo e a Tobol'sk. Il colonnello Eugenio Kobylynsky, il loro comprensivo carceriere, la supplicò di cedere la sua rivoltella prima che lei, le sue sorelle e il fratello fossero trasferiti a Ekaterinburg: Ol'ga abbandonò di malavoglia la sua pistola e se ne andò disarmata.
Nel maggio del 1918 la nave Rus ricongiunse i restanti Ol'ga, Tat'jana, Anastasja e Aleksej ai genitori e alla sorella Marija, trasportandoli da Tobolsk a Ekaterinburg. Prima di partire, Ol'ga e le sorelle avevano cucito nei corpetti i loro gioielli per sottrarli ai bolscevichi. Quella notte, tuttavia, le guardie impedirono alle ragazze di chiudere le porte delle camere da letto a chiave e furono molestate indirettamente e verbalmente dai carcerieri. Il loro tutore inglese Sydney Gibbes ricordò sempre le grida delle granduchesse e la sua incapacità di proteggerle.

### Morte
Nei mesi precedenti alla sua morte, Ol'ga soffrì di una forte depressione e perse molto peso a causa del suo deperimento: "Era pallida, magra e sembrava malata", scrisse uno dei carcerieri Aleksander Strekotin nelle sue memorie; "Passeggiò poco nel giardino e passò la maggior parte del suo tempo prendendosi cura del fratello". Un'altra guardia riportò che le rare volte in cui Ol'ga si tratteneva in giardino, ella rimaneva immobile "fissando tristemente in lontananza un punto imprecisato, rendendo facile comprendere le sue emozioni". Successivamente Ol'ga si mostrò irritata dal comportamento della sorella Marija, la quale dava troppa confidenza alle guardie, rivelò Strekotin.
Il 14 luglio 1918 un prete locale celebrò una messa privata per loro: Ol'ga aveva ventidue anni quando fu assassinata con la sua famiglia nella palazzina Ipat'ev a Ekaterinburg, la notte del 17 luglio 1918. L'assassinio fu compiuto da un commando di undici uomini della Čeka (la maggioranza dei quali ex-prigionieri di guerra austro-ungarici) sotto la guida di Jakov Jurovskij. Secondo un racconto dei testimoni, Ol'ga guardò Tat'jana morire prima che gli assassini la designassero come bersaglio.

## Nell'epoca contemporanea
Nel 1981 Ol'ga e la sua famiglia furono dichiarati santi martiri dalla Chiesa ortodossa russa e nel 2000 sono stati canonizzati.
Molte persone in seguito dichiararono di essere membri della famiglia Romanov assassinata, tra cui una donna di nome Marga Boodts, che viveva in una villa sul lago di Como e che affermò a lungo di essere la granduchessa Ol'ga. 
I resti dello zar Nicola II, della zarina Aleksandra e dei loro cinque figli sono stati infine sepolti nella cattedrale dei Santi Pietro e Paolo a San Pietroburgo il 17 luglio 1998, ottant'anni dopo la loro morte.
Test del DNA effettuati su corpi ritrovati nel 1991 nel bosco di Koptiaki presso Ekaterinburg identificano i Romanov e i loro servi. Mancavano i corpi di Aleksej e di una sorella (Maria o Anastasia), ma il 23 agosto 2007 un archeologo russo ha annunciato la scoperta del ritrovamento di due scheletri parzialmente bruciati, nelle vicinanze di Koptiaki, in un luogo simile a quello descritto nelle memorie di Jurovskij.

## Ascendenza
|                                 |               |                                      | Genitori                                                       |  |  | Nonni |  |  | Bisnonni                |  |  | Trisnonni          |  |
|                                 |               |                                      |                                                                |  |  |       |  |  | Alessandro II di Russia |  |  | Nicola I di Russia |  |
|                                 |               |                                      |                                                                |  |  |       |  |  | Alessandro II di Russia |  |  | Nicola I di Russia |  |
|                                 |               | Aleksandra Fëdorovna                 |                                                                |  |  |       |  |  | Alessandro II di Russia |  |  |                    |  |
| Alessandro III di Russia        |               |                                      |                                                                |  |  |       |  |  | Alessandro II di Russia |  |  |                    |  |
|                                 |               | Maria Massimiliana d'Assia-Darmstadt | Luigi II d'Assia, granduca d'Assia                             |  |  |       |  |  |                         |  |  |                    |  |
|                                 |               | Maria Massimiliana d'Assia-Darmstadt | Luigi II d'Assia, granduca d'Assia                             |  |  |       |  |  |                         |  |  |                    |  |
|                                 |               | Maria Massimiliana d'Assia-Darmstadt | Guglielmina di Baden                                           |  |  |       |  |  |                         |  |  |                    |  |
| Nicola II di Russia             |               | Maria Massimiliana d'Assia-Darmstadt |                                                                |  |  |       |  |  |                         |  |  |                    |  |
|                                 |               | Cristiano IX di Danimarca            | Federico Guglielmo di Schleswig-Holstein-Sonderburg-Glücksburg |  |  |       |  |  |                         |  |  |                    |  |
|                                 |               | Cristiano IX di Danimarca            | Federico Guglielmo di Schleswig-Holstein-Sonderburg-Glücksburg |  |  |       |  |  |                         |  |  |                    |  |
|                                 |               | Cristiano IX di Danimarca            | Luisa Carolina d'Assia-Kassel                                  |  |  |       |  |  |                         |  |  |                    |  |
| Marija Fëdorovna                |               | Cristiano IX di Danimarca            |                                                                |  |  |       |  |  |                         |  |  |                    |  |
|                                 |               | Luisa d'Assia-Kassel                 | Guglielmo d'Assia-Kassel                                       |  |  |       |  |  |                         |  |  |                    |  |
|                                 |               | Luisa d'Assia-Kassel                 | Guglielmo d'Assia-Kassel                                       |  |  |       |  |  |                         |  |  |                    |  |
|                                 |               | Luisa d'Assia-Kassel                 | Luisa Carlotta di Danimarca                                    |  |  |       |  |  |                         |  |  |                    |  |
| Ol'ga Nikolaevna Romanova       |               | Luisa d'Assia-Kassel                 |                                                                |  |  |       |  |  |                         |  |  |                    |  |
|                                 | Carlo d'Assia | Luigi II d'Assia, granduca d'Assia   |                                                                |  |  |       |  |  |                         |  |  |                    |  |
|                                 | Carlo d'Assia | Luigi II d'Assia, granduca d'Assia   |                                                                |  |  |       |  |  |                         |  |  |                    |  |
|                                 | Carlo d'Assia | Guglielmina di Baden                 |                                                                |  |  |       |  |  |                         |  |  |                    |  |
| Luigi IV d'Assia                | Carlo d'Assia |                                      |                                                                |  |  |       |  |  |                         |  |  |                    |  |
|                                 |               | Elisabetta di Prussia                | Guglielmo di Prussia                                           |  |  |       |  |  |                         |  |  |                    |  |
|                                 |               | Elisabetta di Prussia                | Guglielmo di Prussia                                           |  |  |       |  |  |                         |  |  |                    |  |
|                                 |               | Elisabetta di Prussia                | Maria Anna d'Assia-Homburg                                     |  |  |       |  |  |                         |  |  |                    |  |
| Alessandra Feodorovna           |               | Elisabetta di Prussia                |                                                                |  |  |       |  |  |                         |  |  |                    |  |
|                                 |               | Alberto di Sassonia-Coburgo-Gotha    | Ernesto I di Sassonia-Coburgo-Gotha                            |  |  |       |  |  |                         |  |  |                    |  |
|                                 |               | Alberto di Sassonia-Coburgo-Gotha    | Ernesto I di Sassonia-Coburgo-Gotha                            |  |  |       |  |  |                         |  |  |                    |  |
|                                 |               | Alberto di Sassonia-Coburgo-Gotha    | Luisa di Sassonia-Gotha-Altenburg                              |  |  |       |  |  |                         |  |  |                    |  |
| Alice di Sassonia-Coburgo-Gotha |               | Alberto di Sassonia-Coburgo-Gotha    |                                                                |  |  |       |  |  |                         |  |  |                    |  |
|                                 |               | Vittoria del Regno Unito             | Edoardo Augusto di Hannover                                    |  |  |       |  |  |                         |  |  |                    |  |
|                                 |               | Vittoria del Regno Unito             | Edoardo Augusto di Hannover                                    |  |  |       |  |  |                         |  |  |                    |  |
|                                 |               | Vittoria del Regno Unito             | Vittoria di Sassonia-Coburgo-Saalfeld                          |  |  |       |  |  |                         |  |  |                    |  |
|                                 |               | Vittoria del Regno Unito             |                                                                |  |  |       |  |  |                         |  |  |                    |  |

## Nella cultura di massa

### Cinema
- Nicola e Alessandra (Nicholas and Alexandra) (1971)
- L'assassino dello zar (Tsareubiytsa) (1991)
- The Successor (1996)
- Rasputin - Il demone nero (Rasputin) (1996) - film TV
- Romanovy: Ventsenosnaya semya (2000)
- The Lost Prince (2003) - film TV